# Етерна
«Етерна» — російський серіал у жанрі фентезі, заснований на циклі романів Віри Камші «Відблиски Етерни». Виробництвом проекту займається компанія Black Prince. Прем'єра першої частини відбулася 20 січня 2022 в онлайн-кінотеатрі Кинопоиск. Вихід продовження запланований у 2023.

## Сюжет
Кертіана, світ, створений чотирма Богами, тисячу років процвітала під їхнім правлінням. Четверо пішли з цього світу і заповідали зберігати Кертіану своїм спадкоємцям: королю Ракану та чотирьом Повелителям. Кожні 400 років настає час Великого Зламу, і лише Ракан і Король утримують світ від руйнації. Минули тисячі років, а Боги не повернулися. Ракан і Повелители забули своє призначення, і в Кертіані настали смутні часи. На зламі епох Оллар Завойовник іде війною на короля Ракана. Завойовника підтримує Повелитель Вітру та відчиняє ворота неприступної столиці. Спадкоємця короля рятує Повелитель Скал, укриваючи його у священному місті Агаріс. 400 років Ракани у вигнанні, а узурпатори на королівському троні. Але легенда каже: влада Олларів триватиме 400 років. І ось Володар Скал Окделл піднімає заколот, але гине від меча Володаря Вітру Алва. Втративши вождя, бунтівники біжать. І тільки рід Повелителя Молній Епіне захищає армію, що відступає. У бою гинуть усі, окрім молодшого Робера.

## Актори та ролі

### У головних ролях
| Актор            | Роль                                                                                                 |
| ---------------- | --- |
| Юрій Чурсін      | Роке Алва полководець, перший маршал Таліга, Повелитель Вітрів і герцог провінції Кеналлоа           |
| Деніс Нурулін    | Річард Окделл юний герцог із північної провінції Надор, який прагне помсти за смерть батька          |
| Павло Крайнов    | Робер Епіне найкращий друг і вірний соратник Альдо                                                   |
| Анар Халілов     | Альдо Ракан нащадок династії Ракан, що правила в Талізі, що живе у вигнанні і мріє про владу і велич |
| Валентина Ляпіна | Мелліт світла і безстрашна дівчина, яку пов'язують з Альдо узами стародавньої магії                  |
| Сергій Гільов    | батько Герман священик олларіанства, ментор у школі Лаїк                                             |
| Сергій Горошко   | Естебан Коліньяр спадкоємець герцогського титулу, головний суперник Річарда в школі Лаїк             |

### У другорядних ролях
| Актор              | Роль |
| ------------------ | --- |
| Кирилл Зайцев      | Ліонель Савіньяк генерал Таліга, голови королівської охорони, старший брат Арно                           |
| Катерина Волкова   | Матільда Ракан бабуся Альдо, вдова принцеса Ракан                                                         |
| Варвара Комарова   | Айріс Окделл молодша сестра Річарда                                                                       |
| Уляна Лукіна       | Мірабелла Окделл мати Річарда та Айріс, вдова Егмонта                                                     |
| Кирилл Козаков     | Енніоль глава гоганської громади                                                                          |
| Юрій Бєляєв        | кардинал Сильвестр глава олларіанської церкви, фактичний керуючий усім Талігом                            |
| Олексій Матошин    | Арнольд Арамона капітан, керівник школи зброєносців Лаїк                                                  |
| Максим Метельников | Арно Савіньяк друг Річарда в школі Лаїк, молодший брат Ліонеля                                            |
| Євген Шварц        | Валентин Прідд спадкоємець Будинку Хвиль, однокласник Річарда в школі Лаїк                                |
| Юлія Хлиніна       | Катаріна (Катарі) Оллар корольова Таліга                                                                  |
| Деніс Самойлов     | Фердинанд Оллар король Таліга, м'який і безвольний правитель, рішення за якого приймає кардинал Сильвестр |

## Виробництво
Про початок роботи над проектом стало відомо у вересні 2020 року. Продюсером серіалу стали Євген Баранов та Євген Рене, креативними продюсерами — Микита Сугаков та Владислав Рубін, режисером першої частини — Євген Невський, сценаристами — Сергій Юдаков та Євген Баранов, художником-постановником — Анастасія Карімуліна, операторами — Олександр Симонов та Антуан Вівас-Денисов. Спеціально для зйомок було створено компанію Black Prince. У 2019 році в Підмосков'ї було знято тизер серіалу, призначений для маркетингового відділу та потенційних партнерів.
Продюсери серіалу Євген Баранов та Євген Рене планували зняти п'ять сезонів по 10 серій у кожному.
Зйомки першої частини проходили в Москві та Санкт-Петербурзі, але при цьому серіал спочатку створювався на експорт.